# Acartauchenius scurrilis
Acartauchenius scurrilis é uma espécie de aranhas da família Linyphiidae encontradas na região paleoártica. Foi descrita pela primeira vez em 1872.